# کلیسای جامع سنت دیوید
کلیسای جامع سنت دیوید (ویلزی: Eglwys Gadeiriol Tyddewi) یک کلیسا در سنت دیویدز، ولز است.
این کلیسا که در سال ۵۸۹ میلادی ساخته شده دارای ۹۰ متر طول و ۳۵ متر ارتفاع می‌باشد.

## نگارخانه

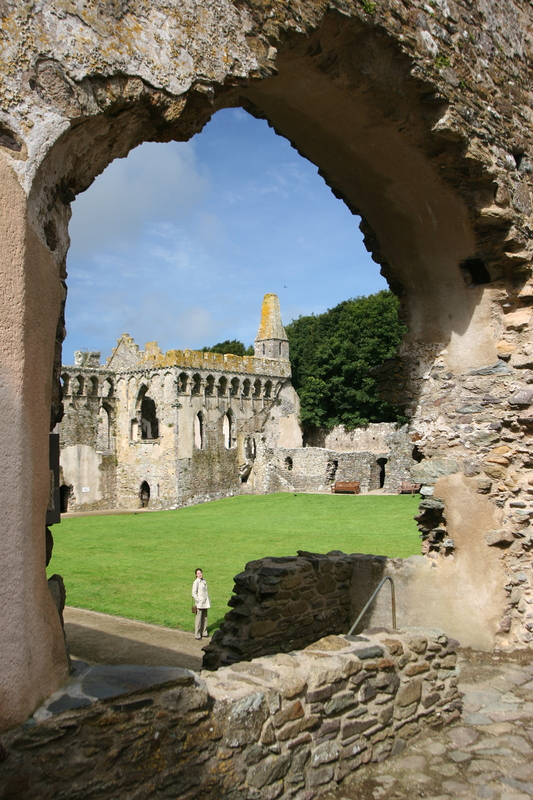
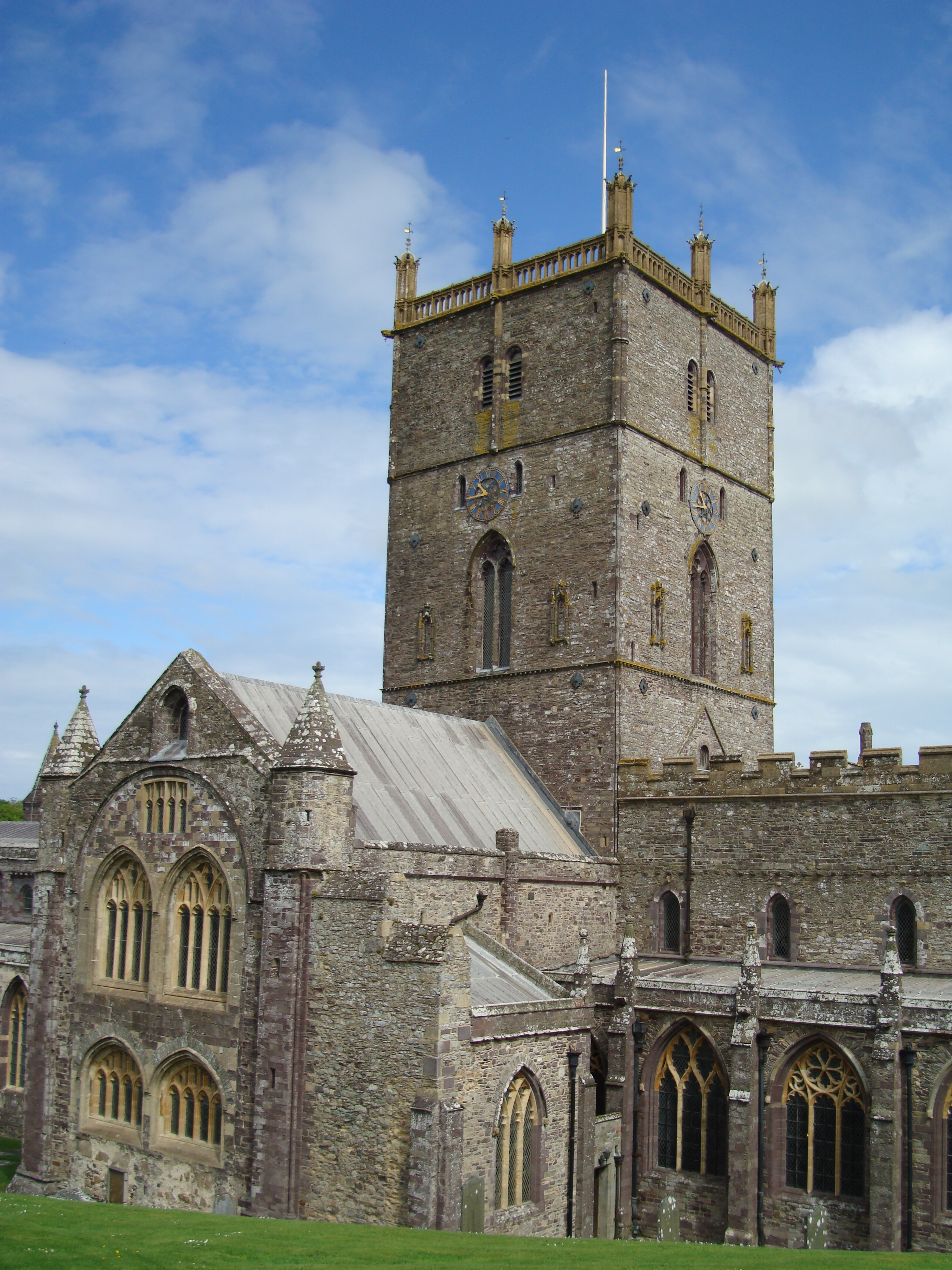
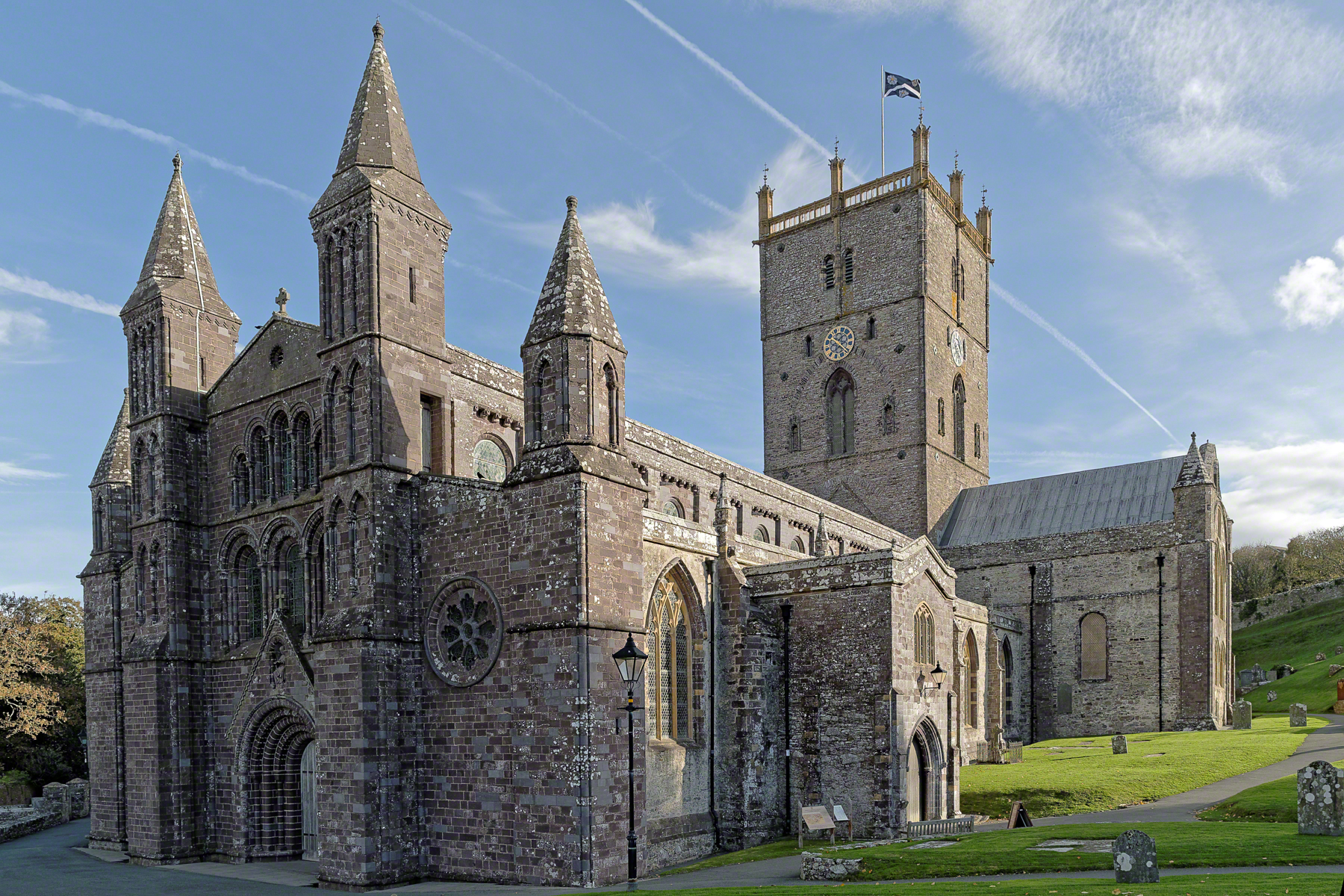
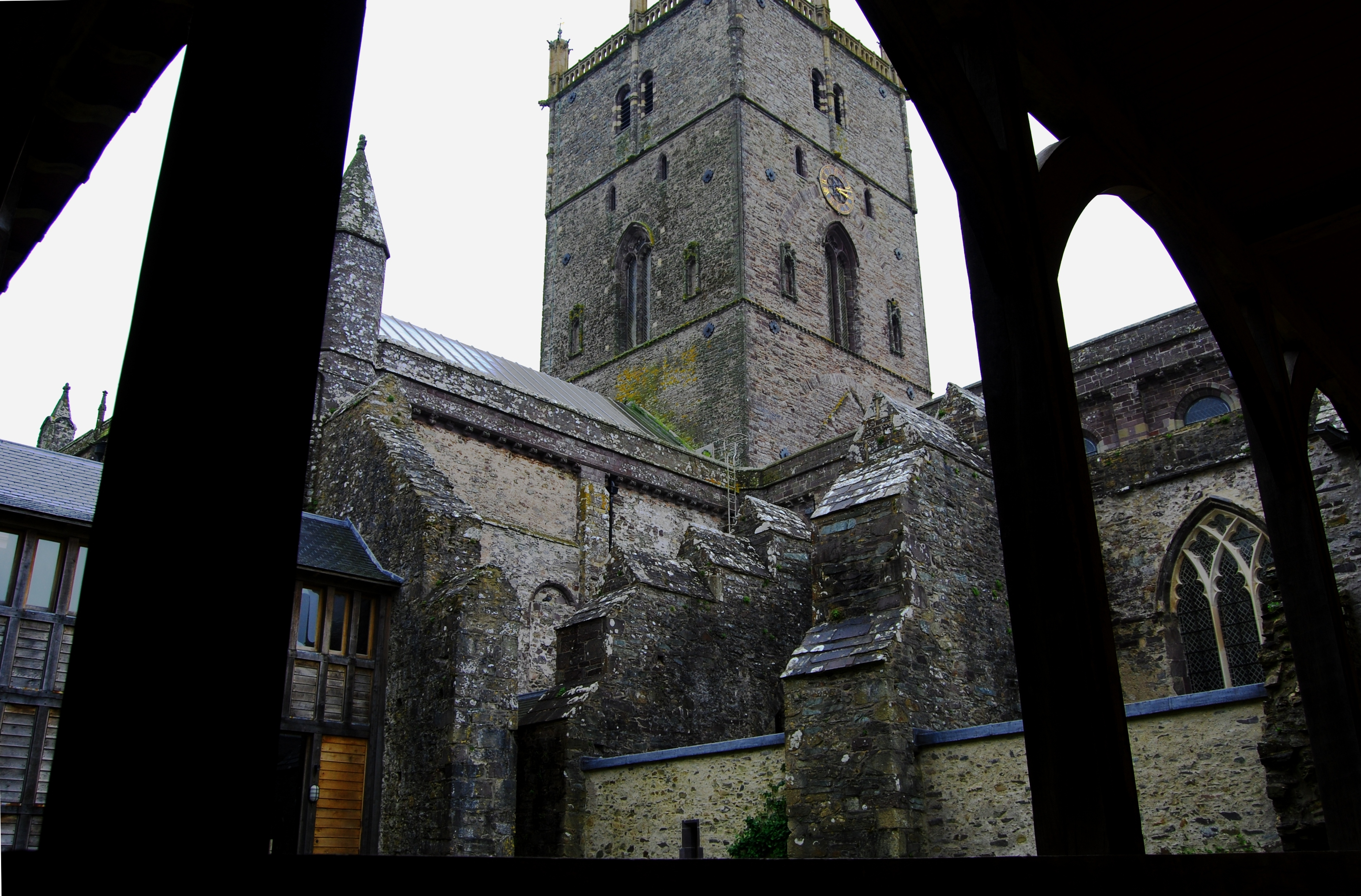